# Грошова реформа в Україні (1996)

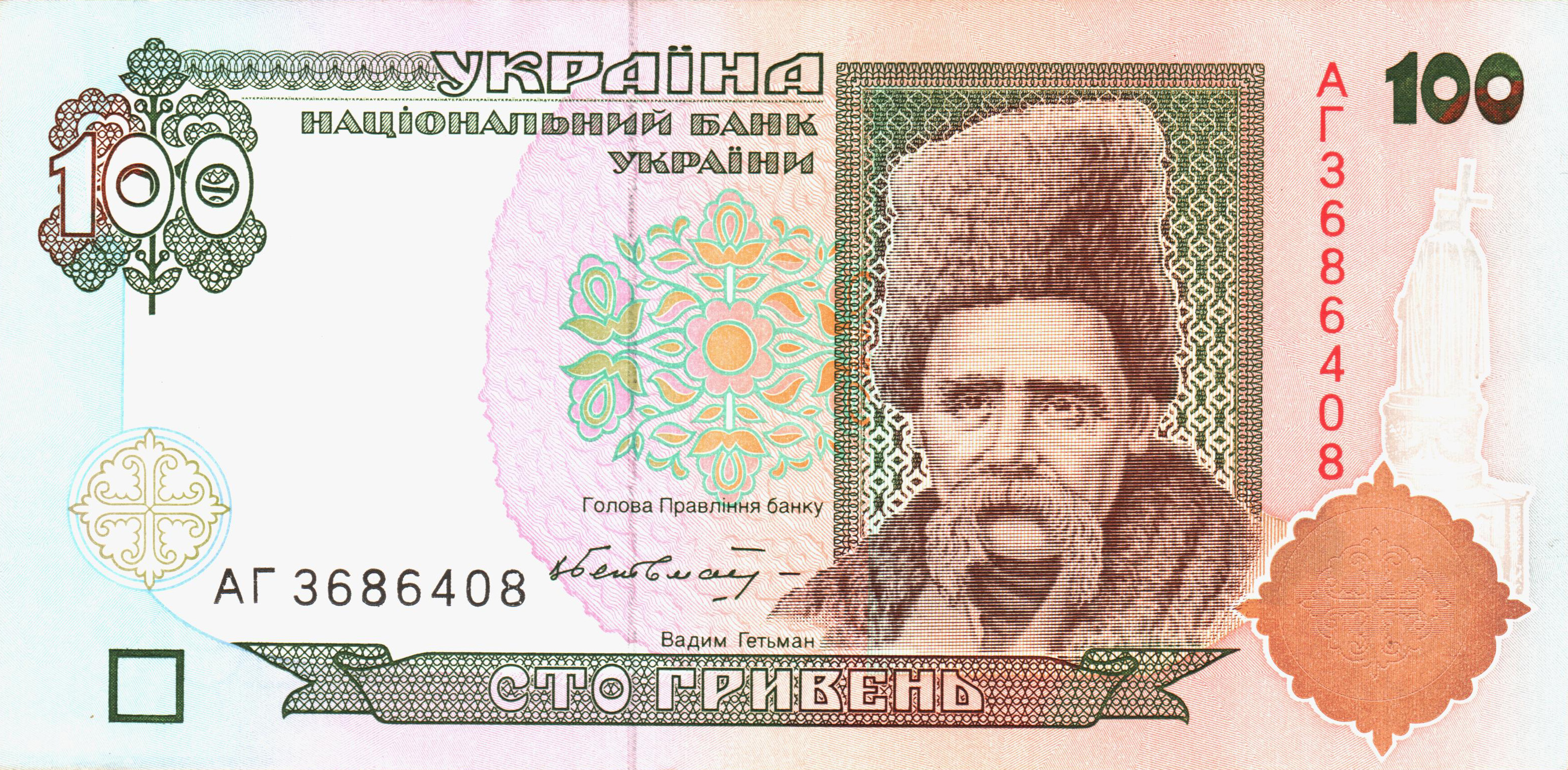
100 гривень першого випуску (1995)

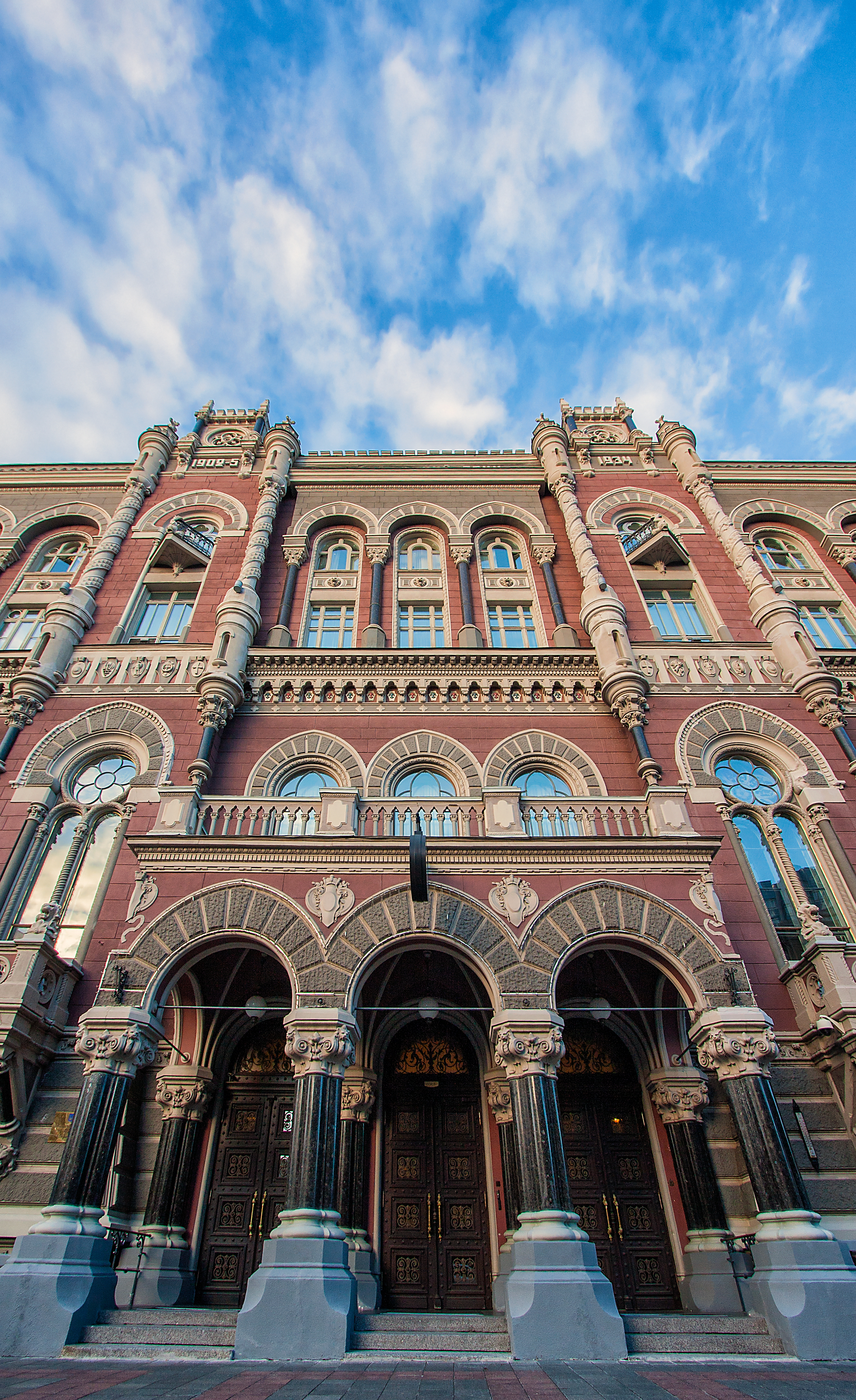
Національний банк України — емісійний центр національної валюти України

Грошова реформа 1996 року — введення в обіг визначеної Конституцією України (стаття 99) та іншим законодавством України національної валюти — гривні та її сотої частини — копійки.
Проголошення державної незалежності України (серпень 1991) обумовило необхідність створення власної національної валюти й власної грошової системи як важливих умов політичної та економічної незалежності. Від січня 1992 були запроваджені попередники гривні — (купоно-карбованці), за якими наприкінці 1992 закріпилася назва українські карбованці. 25 серпня 1996 Президент України підписав Указ «Про грошову реформу в Україні», відповідно до якого вводилася в обіг гривня — національна валюта України та її сота частина — копійка. Від 2 вересня 1996 НБУ випустив в обіг банкноти номіналом 1, 2, 5, 10, 20, 50 і 100 гривень і розмінну монету номіналом 1, 2, 5, 10, 25 і 50 копійок та припинив емісію українських карбованців, які підлягали обміну на гривні за курсом: 100 000 крб. = 1 грн. Реформа була проведена за 2 тижні: від 2 до 16 вересня 1996; після визначеного терміну функціонування українського карбованця в готівковому обігу припинялося, єдиним законним засобом платежу на території України ставала гривня. Громадяни України мали змогу обміняти українські карбованці на гривні без обмежень, без будь-якої плати за проведений обмін.